# 第十一届全国人民代表大会代表名单

2008年3月的第十一届全国人民代表大会代表结构
中国共产党党员（2,099人）
统一战线中的民主党派成员和无党派人士（888人）

中华人民共和国第十一届全国人民代表大会代表，任期自2008年3月至2013年3月。
以下列出2008年2月公布的第十一届全国人民代表大会代表名单，代表共2987名。代表变动情况见末尾。

## 选举单位

### 北京市
- 58名

于均波、马文普、马宗林、王小珂（女，回族）、王天佑、王云峰、王文京、王为政、王伟、王安顺、王蓉蓉（女）、毛桂芬（女）、方新（女）、田雄、冯乐平（女）、冯坤（女）、吉林、朱继民、刘长瑜（女）、刘忠军、刘淇、刘新成、闫傲霜（女）、关阔山、池强、许智宏、孙安民、牟新生、纪宝成、杜德印、李志坚、李昭玲（女）、李福成、杨德安、肖建国、吴碧霞（女）、邱苏伦（女）、宋鱼水（女）、宋贵伦、张工、林毅夫、欧阳泽华、罗金保、图娅（女，蒙古族）、金生官、赵久合、赵凤山、柳传志、索连生（满族）、贾庆林、高丽朴（女）、郭金龙、黄燕明、梅宁华、谢维和、慕平、漆小瑾（女）、魏刚

### 天津市
- 45名

于汝民、于沛、马杰（女，回族）、王爱俭（女）、毛雁俊（女）、方明、邓中翰、包景岭、冯淑萍（女）、邢克智、朱天慧（女）、朱丽萍（女）、刘凯欣、刘胜玉、刘晓健、闫希军、孙海麟、李凤芹（女）、李全喜（回族）、李树文、杨福刚、何志敏、何树山、沈家聪、张凤宝、张有会、张丽萍（女，蒙古族）、张伯礼、张俊滨、张晓燕（女）、张高丽、张继禹、张肇毅、苟利军、房凤友、赵玫（女，满族）、饶子和、郭庆平（满族）、黄兴国、曹大正、龚克、程津培、靳润成、霍兵、穆祥友（回族）

### 河北省
- 121名

丁万明（满族）、丁立国、丁然（女，回族）、丁强、于群、么志义、王义芳、王凤、王凤英（女）、王志刚、王秀珍（女）、王社平、王学红（女，蒙古族）、王学求、王宝山、王恒勤、王振华、王爱民、王超、王惠文、王德进、戈建华、方建平、尹广军（回族）、田志平、史书娥（女）、付志方、白克明、丛斌、毕建国、朱正举、朱守琛、朱浩文、刘大群、刘延东（女）、刘如军、刘志新（满族）、刘明忠、刘学库、刘振华、齐续春（满族）、关敏（女，满族）、祁万利、许荷英（女）、孙纪木、苏士峰、李宝元、李春生、李祖沛、李振江、李赶坡、李晓恩、杨士武、杨中、杨秀华（女）、杨建忠、杨雪岗、何晓卫、余振贵（回族）、邹晓珊（女）、辛书华（女）、辛宝山、汪秀丽（女）、汪康、沈小平、宋福如、张云川、张古江、张志刚、张学庆、张建恒、张俊玲（女）、陈百成（满族）、陈国鹰、陈联群（女）、邵喜珍（女）、尚金锁、周铁农、郑雪碧、房辉（女）、赵林明、赵国岭、赵治海、赵宝勤、柳宝全、柳宝诚、段铁力、信春鹰（女）、侯二河、姜德果、贺国英、袁妙枝（女）、袁淑梅（女）、耿建明、贾体新（女）、贾春梅（女）、钱宗飞、高宏志、郭成志、郭庚茂、郭淑芹（女）、黄建华、黄荣、萧玉田、曹宝华、常玉珍（女）、阎胜科、彭雪峰、韩玉臣、韩青梅（女，回族）、韩荣华（女）、靳灵展（女）、靳保芳、詹福瑞（满族）、蔡东晨、蔡德宽、廖波、潘秀芬（女）、薛继连、冀纯堂、魏志民

### 山西省
- 69名

马小平（回族）、马巧珍（女）、马林凤（女）、马凯、丰立祥、王宁、王茂设、王跃胜、王淑珍（女）、左世忠、石泰峰、叶景亮、申纪兰（女）、申联彬、申瑞涛（女）、田喜荣、白云（女）、白景富、刘蓉华（女）、许月刚、纪馨芳、杜玉林、杜善学、李力、李武章、李青山、李晓波、李悦娥（女）、李章宏、杨安和、杨庚宇、杨梅喜、吴永平、沈建军（女）、张少琴、张兵生、张宝顺、张钟宁、张复明、张根虎、张家胜、张崇慧、张璞、陈国荣、武汛、郑建国、郎胜、孟学农、赵立欣（女）、赵华山、胡卫平、胡苏平（女）、柯汉民、柳树林、袁玉珠、耿怀英、栗俊平、夏振贵、高卫东、郭凤莲（女）、郭双威、郭新志（女）、梁衡、董洪运、董常生、韩长安、韩雅琴（女）、谢红（女）、谢克昌

### 内蒙古自治区
- 58名

丁瑞莲（女）、王中和、王凤朝、王玉明、王秀芝（女，蒙古族）、王林祥、王素毅（蒙古族）、王润刚、云秀梅（女，蒙古族）、云治厚（蒙古族）、乌云其木格（女，蒙古族）、乌日图（蒙古族）、乌兰巴特尔（蒙古族）、白向群（蒙古族）、吕秋娥（女）、任亚平、色音图（鄂温克族）、刘三堂、刘凤书（女，满族）、汤爱军、杜梓、李万忠、李凤斌、李文阁（蒙古族）、李其其格（女，蒙古族）、李秉和、李荣禧、杨飞云、杨晶（蒙古族）、肖黎声、吴金亮、张凤霞（女）、林奋强、呼尔查（蒙古族）、罗志虎（蒙古族）、孟玉珍（女，鄂伦春族）、赵永起、郝益东、荣天厚（蒙古族）、哈斯巴根（蒙古族）、侯清民、娄伯君、贾建慧（女）、顾双燕（女）、徐睿霞（女）、郭丽虹（女）、郭宏林（达斡尔族）、郭健（蒙古族）、陶建、崔臣、梁铁城（蒙古族）、屠海令、朝克（鄂温克族）、朝鲁孟（蒙古族）、傅铁钢、储波、雷·额尔德尼（蒙古族）、缪文民

### 辽宁省
- 110名

于洪、王万宾、王天然、王占柱（蒙古族）、王用生、王守彬、王怀远、王宝军、王春成、王俊莲（女）、王亮、王祖温、王振华、王桂荣（女）、王唯众、王琼、毛丰美（满族）、巴福荣（女，满族）、艾洪德、石英（女）、田福泉、包瑞玲（女，蒙古族）、冯大中、冯虹（女）、冮瑞（满族）、曲宝学、刘芝旭、刘华（女）、刘兴强、刘志强、刘国强、刘忠田（满族）、刘强、闫丰、汤小泉（女）、孙兆林、孙寿宽、孙宏、孙度、孙淑君（女）、李东齐、李军（蒙古族）、李进巅、李克强、李英杰、李明克、李晓东、杨敏（女）、邴志刚、肖声、肖作福（满族）、何著胜（满族）、何晶（女，蒙古族）、谷文涛、谷春立、沈丽荣（女）、怀忠民、张凤山、张文成、张文岳、张玉坤（女）、张占宇、张行湘、张兴凯、张素荣（女）、张桂平（女）、张晓刚、张铁汉、张铁民、张竞强、张锡林、陈必成、陈政高、陈铁新、陈淑珍（女）、陈惠仁、陈温福、武秀君（女，满族）、欧进萍、金竹花（女，朝鲜族）、金连武（满族）、郑继宇、孟凌斌（满族）、赵长义、赵长愉（满族）、赵化明、赵喜忠、闻世震、姜作勇、贺旻（女）、耿承辉（满族）、贾年吉、贾常生（锡伯族）、夏德仁、徐强、高良宾（满族）、高宝玉、郭雷、唐志国、盛松成、梁冰（女）、韩召善、韩有波（回族）、赫冀成（满族）、裴宏斌、谭文华、滕卫平、潘利国、燕福龙、戴玉忠

### 吉林省
- 69名

于振发、王云坤、王化文、王玉芝（女）、王刚、王兆华、王江滨（女）、王珉、王洪军、车秀兰（女）、石国祥（回族）、卢志民、史宁中、丛连彪（回族）、刘春梅（女）、刘勇兵、刘喜杰、关德伟（女）、米凤君（回族）、江连海、安凤成、孙国伟、孙鸿志、孙鹤娟（女）、杜婕（女）、李龙熙（朝鲜族）、李秀林、李彦群、李福升、杨扬（女）、杨亚杰、吴跃、别胜学、宋尚龙、宋治平（女）、张文显、张安顺、张金锁、张柏林、张炳功、张晓霈、张羡崇、陈明乐（藏族）、陈晓光、武寅（女）、呼和少布（蒙古族）、竺延风、岳德荣、金柄珉（朝鲜族）、金硕仁（朝鲜族）、周其凤、周春莲（女）、周振海、赵秉哲（朝鲜族）、郝富霞（女）、柏广新、咸顺女（女，朝鲜族）、侯启军、洪虎、祝业精、徐远征（满族）、徐建一、郭国庆、唐志萍（女）、唐宪强、龚玲（女）、崔今顺（女，朝鲜族）、崔杰、韩长赋

### 黑龙江省
- 102名

马桂芹（女）、马淑洁（女）、王东华、王兆力、王佐书、王欣、王波（女）、王宝良、王宗璋、王树国、王洪烈、王艳斌（女）、王殿贵、尤全喜、方同华、石忠信（回族）、石嘉兴（满族）、龙新南、冯燕（女）、朴广钟（朝鲜族）、朱清文、任纪善、刘世英（回族）、刘东辉、刘刚（回族）、刘清泉、刘蕾（女，赫哲族）、关彦斌（满族）、安福清、许兆君、那辉（女，满族）、孙桂华（女）、孙桂玲（女）、孙维本、孙普选、苏艳霞（女）、杜吉明、杜善义、李本公、李华（女）、李庆长、李忠军、李美兰（女，朝鲜族）、李海涛、李继纯、李淑香（女）、李新民、杨天夫、杨光洪、杨继钢、杨斌、吴庆沿、宋希斌、宋法棠、迟夙生（女）、张成义、张泱、张绍骥、张彦启、张洪飚、张宪军、张效廉、张雅英（女）、张晶川、陈述涛（满族）、陈和生、陈学平（满族）、陈承贵、林秀芳（女，满族）、尚庆莲（女）、罗文孝、岳国君、周玉环（女）、周永康、周有财、周同战、周逢民、郑功成、单增庆、赵志祥、南英、姜伟、姜林奎、姜鸿斌、娜仁花（女，蒙古族）、栗战书、钱运录、徐秀玉（女）、徐振林、徐维众、殷秀梅（女）、高翔、唐修亭、展云庭、曹书杰（女）、崔龙吉（朝鲜族）、章百家、隋凤富、隋熙明、韩学键、谭志娟（女）、滕喜魁

### 上海市
- 64名

习近平、马兰（女）、马德秀（女）、王荣华、王战、王恩多（女）、王霞（女，蒙古族）、叶倩（女）、叶惠贤、戎光道、吕亚臣、朱玉辰（满族）、朱志远、朱国萍（女）、朱雪芹（女）、刘云耕、刘洪凯、孙毅彪、严诚忠、严隽琪（女）、杜斌、李逸平、李斌、吴启迪（女）、吴忠泽、吴强、应名洪、应勇、沈志刚、张全、张兆安、张喆人、陈戌源、陈伟兰（女）、陈旭、陈虹、陈振楼、陈赛娟（女）、邵志清、林荫茂（女）、金长荣（回族）、金兴明、金建忠、金炳华、周红玲（女）、郑杰、胡平西、俞正声、洪浩、姚明宝、姚莉（女）、秦绍德、贾伟平（女）、顾晋、顾逸东、徐征、奚美娟（女）、郭广昌、黄跃金、龚学平、盛亚飞、韩正、褚君浩、樊芸（女）

### 江苏省
- 157名

丁大卫、马成志、王广基、王龙芳（女）、王生、王伟成、王寿亭、王芳（女）、王武（女）、王浩良、王静成、王燕文（女）、毛小平、毛伟明、仇中文、公丕祥、方宜新、尹国新、左红（女）、卢克松、叶有伟、申湘琴（女）、吕振霖、朱平、朱永新、朱国平、朱善萍（女）、乔晓阳、刘永忠、刘庆年、刘丽涛（女）、刘沈林、刘玲（女）、刘锦兰、刘璠、闫丽娟（女）、许津荣（女）、孙工声、孙玉义、孙秀芳（女）、孙其信、孙国庆（女）、孙飘扬、杜国玲（女）、李云峰、李全林、李强、李源潮、杨展里、杨新力、杨群、杨震、肖伟、吴国平、吴晓蓓（女）、何达平、何健忠、余世袁、邹建平、汪春耘（女）、沙家豪（回族）、沈进进、沈健、宋玉兰（女）、宋玉麟、张大福、张卫国、张红（女）、张国良、张斌、张湘宁、陆亚萍（女）、陆琴（女）、陈立昶、陈先岩、陈红红（女）、陈丽芬（女）、陈秀兰（女）、陈宗器、陈家宝、陈骏、陈萍（女）、陈静怡（女）、陈静瑜、陈震宁、陈燕萍（女）、陈鑫、邵勇、邵敏（女）、武继军、苗毅、林祥国、易红、易昕、罗志军、周文舟、周莉（女）、周银妹（女）、郑斯林、单晓鸣（女）、孟宪忠、赵长胜（满族）、赵凤琦、胡玫（女）、胡锦涛、柯军、查培新、柏苏宁（女）、姜哲、宣晓泉、祝义才、费圣英、姚建华、索丽生、顾晓松、柴新建、钱月宝（女）、钱海鑫、徐安、徐安碧、徐明、徐镜人、殷云飞、高德康、高毅进、郭广银（女）、郭荣、唐艳（女）、陶思炎、陶海霞（女）、黄镇东、曹卫星、曹新平、崔桂亮、章青、阎立、阎建国、梁保华、葛菲（女）、董才平、蒋宏坤、蒋建华、蒋婉求（女）、韩立明（女）、程军荣、虞云耀、窦希萍（女，满族）、蔡昉、裴昌彩（女）、缪协兴、缪昌文、缪瑞林、樊金龙、颜开、潘永和、薛禹胜、戴雅萍（女）

### 浙江省
- 90名

于辉达、马以、王小同、王仁洲、王平安（回族）、王永明、王鸣、王建华、王梅珍（女）、尤小平、车晓端（女）、毛光烈、方中华、方青（女）、厉月姿（女）、卢亦愚、冯长根、吕帆（女）、吕祖善、朱新康、乔传秀（女）、任美琴（女）、庄启传、刘希平、刘锡荣、齐奇 (法官)、许江、孙伟、孙建国、李大鹏、李卫宁、李令红、李如成、李牧、李科平、杨卫、杨成涛、杨晓霞（女）、吴子婴（女）、吴国华、吴桂英（女）、邱继宝、汪惠芳（女）、张金如、张剑星、张新建、张德江、陆元盛、陆东福、陈小恩、陈飞、陈云龙、陈昆忠、陈荣高、陈铁雄、陈笑华（女）、陈海啸、姒健敏、邵占维、范谊、茅威涛（女）、林燚（女）、金颖颖（女）、周晓光（女）、郑玉歆、郑杰民、郑继伟、宗庆后、赵丰、赵林中、赵洪祝、南存辉、钟昌明（畲族）、俞学文、姚献平、夏士林、倪岳峰、徐秋芳（女）、曹棉英（女）、崔巍（女）、阎寿根、梁黎明（女）、韩启德、程惠芳（女）、傅企平、鲁冠球、褚平、蔡奇、缪水娟（女）、薛少仙

### 安徽省
- 114名

于一苏（女）、王三运、王亚非、王秀芳（女）、王宏（女）、王明胜、王金山、王福宏、王翠凤（女）、韦江宏、方西屏、方春明、方滨兴、孔兆平、孔祥喜、左延安、卢凌（女）、叶世渠、朱国萍（女）、朱勇、朱海燕（女）、朱读稳、朱维芳（女）、朱慧秋（女）、任海深、刘庆峰、刘振伟、刘健、刘惠（女）、刘瑞莲（女）、刘德培、汤林祥、许戈良、许崇信、孙云飞、孙兆奇（回族）、孙志刚、纪冰、苏学云（女，回族）、李宏鸣、李国玲（女）、李明、李荣杰、李重庵、李修松、李爱青、杨亚达（女）、杨岳、杨剑波、吴邦国、吴存荣、吴华夏、吴旭军、吴明楼、何帮喜、余夕志、余的娜（女）、余敏辉、汪纪戎（女）、汪宏坤、汪春兰（女）、沈卫国、宋礼华、宋国权、张庆军、张涛、陆亚萍（女）、陈先森、陈启涛、陈树隆、陈章水、罗平（女）、金会庆、周溯、庞丽娟（女）、郑永飞、郑晓燕（女）、孟祥瑞、赵鹏、侯建国、姜一勇、姚玉舟、姚民和、姚桂萍（女）、耿学梅（女）、夏鹤、顾建国、钱永言、钱念孙、倪永培、徐顶峰、徐崇华（女）、徐景龙、高登榜、郭文叁、席蔚菁（女）、黄岳忠、曹杰、曹金海、崔伟、蒋厚琳（女）、韩再芬（女）、锁炳勋（回族）、程迎峰、程恩富、程静（女）、鲁中祝（女，回族）、谢力、谢广祥、缪学刚、潘一新、薛颖（女）、戴敏（女）、檀结庆

### 福建省
- 62名

丁世忠（回族）、王宪榕（女）、王晶（女）、邓力平、邓本元、卢展工、朱明、朱惠刚、庄先、庄振生、刘赐贵、刘道崎、刘德章、许世辉、许金和、严以新、苏文金、杜民（女）、李明蓉（女）、李建国、李欲晞、李新炎、汪毅夫、张秀娟（女）、张国胜、张昌平、张健、张家坤、陈少勇、陈文东、陈正统、陈至立（女）、陈秀榕（女）、陈忠和、陈晓萍（女）、陈家东、陈斯喜、范方平、林欣欣（女）、林哲龙、林强、欧阳元和、周联清、郑松岩、郑捷（女，满族）、赵静（女）、施作霖、贾锡太、徐承云、高晓明、黄小晶、黄美缘（女）、黄海辉、龚清概、章联生、曾静萍（女）、谢华安、楷清海（高山族）、赖鞍山、雷金梅（女，畲族）、鲍绍坤、戴仲川

### 江西省
- 80名

于果、万凯、马岩波、王平、王宪魁、王晓峰、王海、王萍（女）、王毅、毛日峰、方志远、尹成杰、孔丹、甘良淼、龙红（女）、龙国英（女）、兰念瑛（女，畲族）、吕滨、朱友林、刘三秋（女）、刘礼祖、刘和平、刘艳琼（女）、刘积福、江香梅（女）、孙晓山、孙菊生、苏荣、李玉英（女）、李利、李放、李贻煌、肖毅、吴方辉、吴新雄、何宏成、汪光焘、张忠厚、张金涛、张定龙（回族）、张勇、陆永兰（女）、陈立国、陈达恒、陈年代、陈志胜、陈春平（女）、易敬林、周萌、孟建柱、赵智勇、胡幼桃、胡宪、胡振鹏、钟虹光、姚木根、徐金鹏、徐桂芬（女）、凌成兴、高小琼、涂勤华、黄桂章、黄智权、龚建华、彭宏松、董仚生、敬一丹（女）、蒋如铭、傅琼华（女）、曾页九、曾庆红（女）、谢木兰（女）、雷元江、虞国庆、简勤、蔡晓明、廖进球、廖丽萍（女）、潘逸阳、魏旋君（女）

### 山东省
- 181名

丁玉华、于晓玉（女，回族）、马平昌、马先富、马纯济、王元成、王文升、王可敏、王立新、王刚、王廷江、王守东、王志中、王志民、王丽（女，回族）、王岐山、王启成、王金富、王法亮、王修智、王桂波、王培廷、王银香（女）、王随莲（女）、王新红、牛宝伟、牛惠兰（女）、方才臣、尹中卿、尹传贵、尹慧敏（女）、孔北华、孔青、邓向阳、邓宝金（女）、丛强滋、冯怡生、达建文、吕明辰、华建敏、庄文忠、刘义发、刘凤（女，蒙古族）、刘兴亮、刘学景、刘建文（女，回族）、刘春红（女）、刘荣喜（回族）、刘锡潜、刘新国（蒙古族）、刘嘉坤、江卫、江林昌、江保安、汤建梅（女，回族）、许立全、许振超、许智慧（女）、许瑞菊（女）、孙文盛、孙丕恕、孙伟（女）、孙利强、孙菁（女）、纪玉君、麦康森、苏寿堂、杜波、李小鹏、李天军、李长顺、李东生、李名岷、李庆思、李国安、李建华、李建国、李洪峰、李雪芹（女）、李惠东（回族）、李湘平、李登海、李肇星、杨子强、杨伟程、杨军、杨绵绵（女）、吴倩（女）、吴翠云（女）、吴德星、邱亚夫、沈志强、沈春耀、宋文新（女）、宋心仿、宋作文、宋昌林、宋益乔、张才奎、张少军、张庆伟、张江汀、张志法、张志勇、张若飞、张忠正、张学信、张建华、张建国、张振川、张桂玉、张淑琴（女）、陈玉兰（女）、陈功、陈伟、陈华森、陈桂云（女，布依族）、邵峰晶（女）、武广华、武玉强、林峰海、郁章玉、尚瑞芬（女）、国家森、金兰英（女，回族）、金志国、周玉华、周厚健、周素敏（女）、周晓峰、周清利、周瑶琪、宗成乐、宛秋生（回族）、赵志全、赵步长、赵春兰（女）、赵胜轩、赵润田、赵家军、郝建枝（女）、郝翠娟（女）、荣兰祥、相建海、战树毅、俞书伟、姜大明、姜卫东、姜健（女）、宫学斌、费云良、袁敬华（女）、耿加怀、莫照兰（女，壮族）、栗甲、夏春亭、夏耕、徐丙垠、徐华东、徐显明、徐清（女）、高明芹（女）、高新亭、郭金才、黄鸣、龚瑶琴（女）、常振勇、常德传、康凤英（女）、董凤华（女）、董翠娜（女）、蒋民华、韩寓群、景新海、程林、傅延华、温孚江、谭旭光、穆范敏、戴肃军、戴瑞德

### 河南省
- 166名

刁兆秋、万隆、马力（女）、马文芳、王子亮、王仕尧、王有利、王刚、王纪年、王陇德、王明义、王建奇、王保存、王菊梅（女）、王梦恕、王银良（回族）、王鹏杰、王熙慧、毛杰（女）、化有勋、介同彬、计承江、孔凡群、孔玉芳（女）、孔令晨、石秀诗、申振君、史济春、吕金虎（回族）、吕清海、朱广平、朱文臣、朱夏炎、乔秋生、乔彬、任克礼、任沁新、刘大功、刘云山、刘生辉、刘志华（女）、刘国庆、刘新民、关爱和、汤玉祥、安惠元、祁金立、许为钢、许永跃、孙秀兰（女）、孙建科、孙陶生、孙耀志、买世蕊（女，回族）、苏福功、李卫、李长杰、李文慧、李亚、李成玉（回族）、李庆贵、李红霞（女）、李克（壮族）、李连成、李其宏（女）、李英杰、李國英、李金枝（女）、李柏拴、李根、李留法、李海燕（女）、李崇、李清林、李联五、李勤（女）、李慎明、连子恒、吴元全、邸瑛琪（满族）、汪远思、沈明才、宋丰年、张大卫、张广智、张立勇、张百良、张全民、张全收、张军邦、张荣锁、张洪恩、张晓阳、张瀛岑、陈全国、陈国桢、陈泽民、陈宜瑜、陈建生、陈雪枫、苗润圃、范军、林景顺、虎美玲（女，回族）、周以忠、周国允、周晓春（女）、周森、郑永扣、郑有全、郑茂杰（回族）、郑荃、孟伟、赵启三、赵顷霖、赵明恩、赵建才、赵素萍（女）、郝萍（女）、胡葆森、南振中、段玉贤、姜明、姚忠良、姚菊泉（女）、秦玉海、原建国、钱国玉、徐光、徐光春、徐济超、徐德全、凌解放、郭中奎、郭生民（女）、郭建华（女）、郭洪昌、郭振甫、郭瑞民、唐祖宣、桑金科、黄玉清（女）、曹卫洲、曹维新、曹朝阳、崔明杰、崔俊慧、崔晓峰、梁铁虎、寇炳恩、董永安、蒋忠仆、蒋笃运、储亚平、释永信、游吟歌（女，土家族）、路国贤、蔡宁、裴春亮、熊维政、樊会涛、薛景霞（女）、霍金花（女）、戴松灵、魏文波、魏学柱

### 湖北省
- 124名

丁克美（女）、卜仿英（女）、马国富、王月娥（女）、王文童、王玉芬（女）、王利明、王金初（女）、王建鸣、王玲（女）、王涛、王祥喜、王静（女）、毛宗福、仇小乐、邓秀新、邓崎琳、叶青、叶昌保、田玉科（女，土家族）、冯志高、吕忠梅（女）、朱汉桥、朱弟雄、朱建华、任建国、刘丹丽（女）、刘顺妮（女）、刘雪荣、刘道明、刘锡汉、池莉（女）、汤文全、许健民、阮成发、孙友元、孙应安、李传卿、李红云、李红锦（女）、李怀珍、李国璋、李茵（女）、李宪生、李培根、李鸿忠、李磐、杨云彦、杨永良、杨先龙、杨泽柱、杨威、杨继学、肖红娟（女）、吴少勋、吴秀凤（女）、吴恒权、何少苓（女）、余卓民、辛喜玉（女）、汪爱群、张召平、张柏青、张晓山、张爱国、张琼（女，土家族）、张富荣、张静（女）、陈义龙、陈天会、陈吉学、陈勇、陈晓燕（女，土家族）、陈鼎常、苗圩、范锐平、罗清泉、罗群辉、周先旺（土家族）、周坚卫、周宝生、周建元（女）、周洪宇、周家贵、郑少三、郑心穗、赵发所、胡茂成（土家族）、姚绍斌（苗族）、秦顺全、夏菊花（女）、顾海良、钱远坤、徐世友、徐平、徐德、郭生练、郭有明、郭粤梅（女）、唐良智、黄有根、黄俊（女）、黄楚平、曹建明、章治安、梁惠玲（女）、彭明权、彭清华、彭富春、敬大力、辜胜阻、程理财、童国华、谢圣明、谢明亮、路甬祥、路钢、蔡宏柱、蔡其华（女）、廖仁斌、谭功炎、熊德荣、戴茂荣（女）、魏哲

### 湖南省
- 118名

于来山、马勇、王石齐、王安安（女）、王阳娟（女）、王志英（女）、王填、文会国、文花枝（女）、甘霖（女）、叶文智、田儒斌（土家族）、代朝霞（女）、朱雪琴（女）、伍冬兰（女）、任玉奇、向文波、向平华（土家族）、刘本之、刘平建、刘晓武、刘爱平、刘捷、刘期武、刘翔浩、刘湘娥（女）、刘潭爱、许仲秋、许菊云、阳国秀（女）、李亿龙、李开喜、李友志、李友妹（女，苗族）、李巧云（女）、李华、李江、李志轩、李建新、李适时、李健、李祥红（瑶族）、李焕然、李维建、李曦（女）、杨正午（土家族）、杨绍军、杨莉（女）、杨晓嘉（女）、肖自江、肖利琼（女）、吴艺珍（苗族）、吴正有（苗族）、吴向东、吴建平（女）、何仁春、何运才、余爱国、张苹英（女，土家族）、张放平、张建林、张春贤、张剑飞、张剑波、张硕辅、张德明、陈代富、陈光正、陈晓琼（女）、林武、卓新平（土家族）、罗和安、罗美元（女）、罗祖亮、周玉清、周本顺、周兆达、周昌贡、周强、郑柏平、赵小明、赵湘平、赵富栋、胡伟武、胡国初、胡建文、钟发平、种衍民、姜玉泉、姜仕、祝学军（女）、姚建年、姚媛贞（女，土家族）、贺国强、贺铿、秦希燕、莫德旺、徐克勤（苗族）、徐宪平、郭光文、唐九红（女）、唐建强、黄兰香（女）、黄志明、戚和平、龚武生、龚佳禾、康为民、彭爱华（女）、蒋安荣、傅锡和（苗族）、释圣辉、谢子龙、谢勇、谢辉、蒙兰凤（女，侗族）、谭艳（女）、颜坚生

### 广东省
- 160名

马兴田、王龙霞（女）、王东、王宁生、王军、王如松、王南健、王珣章、王蒙徽、孔令人、邓巧玲（女）、邓志聪（瑶族）、邓海光、邓维龙、龙汉荣、卢钟鹤、卢瑞华、申丹（女）、白志健、宁远喜、朱思宜、伍锦棠、刘小华、刘友君、刘来平、刘武、刘昆、刘绍勇、刘雪庚、刘富才、汤锡坤、许宗衡、麦庆泉、苏武雄、苏清玲（女）、李义虎、李飞、李东生、李永良、李永忠、李汝求、李兴华、李兴浩、李丽丽（女）、李启红（女）、李妙娟（女）、李林楷、李秉记、李建华、李容根、李淑明（女）、李嘉、李毓全、杨月梅（女，壮族）、杨秀娥（女）、杨浩明、吴木生、吴自祥、吴菊（女）、邱玫（女）、何玉华、何伟英（女）、何梅（女）、何婧（女）、余子权、汪洋、沙振权、宋亚养、宋恩来、宋海（满族）、张广宁、张克强、张利钿、张国权、张育彪、张树华、张思民（回族）、张晓明、张富生、陈小川（女）、陈广富、陈云贤、陈丹、陈玉杰（女）、陈用志、陈弘平、陈伟才、陈华伟、陈杳生（壮族）、陈国安、陈怡霓（女）、陈洪先、陈勇、陈家记、陈雪荣（女）、陈敏（女）、陈舒（女）、陈瑞爱（女）、陈潮钿、陈耀光、招玉芳（女）、林少春、林道藩、林新华、林曙光、欧广源、欧真志、明生、罗伟其、罗远芳（女）、周海波、冼东妹（女）、郑日强、郑红、郑振涛、郑鄂、赵菊花（女）、胡小燕（女）、钟世坚、钟阳胜、钟启权、钟明照、钟南山、钟焕清、贺优琳、袁桂彬、袁超、倪乐、倪惠英（女）、徐龙、徐源远（女，满族）、高祀仁、黄龙云、黄达人、黄华华、黄阳旭、黄丽满（女）、黄启彬、黄学军（女）、黄细花（女）、黄炳章、黄鸿明、黄辉球、崔真基、梁耀文、梁耀辉、董明珠（女）、蒋海鹰（女）、鲁修禄、曾庆洪、温鹏程、谢强华、赖秀华（女）、赖坤洪、雷于蓝（女）、雷晓凌（女）、蔡妈辉、蔡宗泽、谭钜添、潘皓炫

### 广西壮族自治区
- 88名

乃东红（壮族）、马飚（壮族）、王幼薇（女，壮族）、王晓华、王爱勤（女，壮族）、韦飞燕（女，壮族）、韦芬萍（女，壮族）、韦柳春（女，壮族）、邓文（壮族）、甘善泽（壮族）、史英文、回良玉（回族）、向惠玲（女，壮族）、刘正东、刘庆宁（壮族）、汤世保、农艺梅（女，壮族）、农智毅（壮族）、苏明芳（京族）、苏道俨、李汉金、李连宁、李金早、李艳宁（女，壮族）、李敏（女，壮族）、杨建、杨盛川（苗族）、杨琴（女，壮族）、连友农、肖化（土家族）、吴广林（壮族）、吴俊军（壮族）、吴恒、吴家权（仫佬族）、余远辉（瑶族）、沈并昇（壮族）、张少康、张秀隆、陆云（女，壮族）、陆兵（壮族）、陆鸣林（壮族）、陆雪梅（女，壮族）、陈刚、陈仲、陈向群、陈关良、陈利丹、陈武（壮族）、陈秋华、邵力平、林繁（壮族）、罗建平、罗雅龄（女，瑶族）、罗殿龙（壮族）、罗黎明（壮族）、金湘军、周如强（壮族）、周怀慷、周建军、周健（壮族）、赵贵坤（瑶族）、莫小莎（女，壮族）、莫雁诗、晏平、郭声琨、唐成良、黄方方（壮族）、黄如梅（女，壮族）、黄良波、黄和龙（壮族）、黄秋娣（女，壮族）、曹伯纯、阎保平（女）、梁启波、彭祖意（瑶族）、董凌（苗族）、蒋向明（毛南族）、覃建宁（女，壮族）、傅宏裕、谢迺堂、蓝天立（壮族）、蓝盛新（壮族）、蒙铁英（女，壮族）、赖一民（侗族）、赖建安、廖如恩（壮族）、潘永钟（壮族）、潘雪红（女，壮族）

### 海南省
- 19名

卫留成、王一新、王守初（女）、王积权（黎族）、王雄（黎族）、邓泽永（苗族）、吉明江（黎族）、吕薇（女）、李建保、吴昌元、余永华、张明义、陈国诚（黎族）、罗保铭、郝如玉、姜斯宪、高之国、符桂花（女，黎族）、戴秉国（土家族）

### 重庆市
- 62名

马之庚、马正其、王云龙、王耘农、王晓琳（女）、王鸿举、王越、尹家绪、艾智泉、叶麟伟（女）、白丽莎（女）、华渝生、刘卫星、刘光磊、刘宝亚（土家族）、安启洪、孙甚林（土家族）、孙晓梅（女）、李小燕（女，苗族）、李晓枫、杨天怡、杨庆育、吴亚军（女）、吴再举（苗族）、吴江林、吴政隆、汪夏（女）、沈长富、沈铁梅（女）、张国安、张玲（女）、陈万志、陈光国、陈忠林、陈贵云、武秀峰、罗中立、周平（女）、周光权、周琦（女）、郑向东、胡健康、段拉卡、姜兴长、袁昌玉（女）、夏之宁、郭向东、唐洪军、涂建华、黄奇帆、盛娅农（女）、崔坚、康厚明、蒋勇、韩德云、黑新雯（女）、程贻举、鲁善坤、谢小军、蒲海清、谭栖伟（土家族）、薄熙来

### 四川省
- 148名

马元祝、马华（藏族）、马宗慧（女，回族）、王计、王正荣、王东洲、王在银、王华、王宇坤、王佐明（回族）、王怀臣、王劲、王明容（女，苗族）、王明雯（女，彝族）、王诗文（女，藏族）、王建军、王品盛、王海林、王铭晖、王琳（女）、王瑜、王麒（女）、毛金芳（女，彝族）、邓川、甘道明、左万军、甲登·洛绒向巴（藏族）、白云（彝族）、仝捷、朱以庄、乔天明、任正隆、刘玉顺、刘成鸣、刘守培、刘进、刘伯忠、刘沧龙、刘奇葆、刘晓光（女）、刘晓华、齐文超、江善明、孙传敏、孙纯、花欣、严俊波、李长春、李为国（羌族）、李亚平、李昌平（藏族）、李明昌、李建华、李春城、李酌、李晓华（女）、李家明、李静（女）、杨邦杰、杨兴平、杨志文、杨秀英（女，彝族）、杨洪波、杨娟（女）、杨梅（女）、杨翠芳（女）、肖和联（女）、吴光镭、吴泽刚（藏族）、吴晓华、吴新春（女）、何晔晖（女）、余自甦、冷刚、汪俊林、沈光明、宋良华（女）、张支铁（彝族）、张中伟、张正贵、张宁、张作哈（彝族）、张雨东、张国富、张学忠、张树平、张崇明、张蓓蓓（女，彝族）、阿来（藏族）、陈五一（土家族）、陈文华、陈佳贵、陈智林、武斌（女）、英措（女，藏族）、林红（女，藏族）、易敏利、罗春梅（女，彝族）、罗强、罗勤宏、罗毅平、侍俊、周原、郑晓幸、赵玲英（女）、胡昌升、胡树祥、柯尊洪、侯一平、侯义斌、侯雄飞、侯蓉（女）、姜晓亭、骆隆森、莫文秀（女）、夏绩恩、徐学民、高先海、郭永祥、郭红梅（女）、席义方、唐利民、唐桥、唐燕子（女）、涂文涛、黄小祥、黄顺福、黄彦蓉（女）、黄锦生、曹家福、崔富华（女）、康永恒、梁熙扬、梁慧星、彭先觉、彭渝、葛红林、蒋巨峰、韩忠信、傅勇林、童若春（女）、谢开华、谢天佑、谢冰（女）、雷洪金、廖继康、魏宏、魏琴（女）

### 贵州省
- 66名

于扬、王世杰、王思齐、王胜俊、邓志宏（苗族）、石宗源（回族）、龙刚（苗族）、申晓庆、令计划、包克辛、吕建军（女）、刘一民、刘乔英（女，布依族）、刘远坤（苗族）、孙诚谊、孙袁（女）、李飞跃（侗族）、李月成（苗族）、李岷、杨凤玲（女，布依族）、杨秀锡（侗族）、杨贵新（女，侗族）、杨洪波、杨雪（女，苗族）、束晓梅（女）、肖永安、吴晓灵（女）、余维祥、宋新民、张生枝、张加春（水族）、陈卫东、陈中、陈鸣明（布依族）、陈实（仡佬族）、陈俊平、陈萍（女，彝族）、苟天林、林树森、欧阳黔森、罗涛（女，布依族）、季克良、屈庆麟、祝德光（苗族）、姚建祥（布依族）、姚晓英（女）、姚懿洲（侗族）、秦如培、袁周、高万能（土家族）、郭子仪、唐世礼（女，布依族）、陶华碧（女）、桑国卫、黄榜泉（布依族）、曹洪兴、龚贤永、崔亚东、彭伯元、禄智明（彝族）、蒙启良（苗族）、雷阿幼朵（女，苗族）、慕德贵、廖国勋（土家族）、霍瑛（女）、魏永柱

### 云南省
- 91名

丁秀花（女，怒族）、刀林荫（女，傣族）、马正山（独龙族）、马吉林（回族）、马自英（女，苗族）、王田海、王君正、王明权、王明辉、王承才（壮族）、王树芬（女，藏族）、王虹（女，彝族）、王海亮、王敏正、王瑛（女，白族）、王富民（回族）、牛绍尧、邓永和（瑶族）、石春云（拉祜族）、龙江、白凤芝（女，哈尼族）、白保兴（彝族）、白恩培、包布鲁（基诺族）、吕燕玲（女）、朱绍明、刘绍忠、米东生、江巴吉才（藏族）、许志琴（女）、许前飞、孙春兰（女，阿昌族）、李云龙（彝族）、李正阳、李纪恒、李树仙（女，彝族）、李培山、李福珍（女，哈尼族）、李瑾（女）、杨小平、杨亚梅（女，彝族）、杨光成（白族）、杨光银（彝族）、杨红卫（彝族）、杨劲松（女，纳西族）、杨明、杨艳（女，德昂族）、杨福生（哈尼族）、何金平（白族）、何剑文（白族）、何勇、余麻约（景颇族）、邹萍（女，彝族）、沈培平、宋修德、张秀兰（女，苗族）、张美兰（女，哈尼族）、张祖林、张惟建、陈建国（藏族）、陈秋生、陈继延（女）、岩三（布朗族）、罗正富（彝族）、罗笔晖（女）、罗崇敏、和继春（女，普米族）、岳跃生、孟必光（傣族）、孟苏铁、赵刚（彝族）、赵坚（女，傣族）、茶忠旺（彝族）、胡康生、段兴祥、侯新华（傈僳族）、秦光荣、袁驷、晏友琼（女）、俸力秋（女，傣族）、徐向东（佤族）、徐荣凯、高劲松、高洪（白族）、唐世华（傈僳族）、黄文武（壮族）、商小云、董华、曾立岩、管国芳（女，傣族）、廖泽龙

### 西藏自治区
- 20名

丁仲礼、王沪宁、亢进忠、白丹措姆（女，门巴族）、达娃扎西（藏族）、列确（藏族）、向巴平措（藏族）、多吉次珠（藏族）、色珠（女，藏族）、张庆黎、阿旺（藏族）、赵合、格桑卓嘎（女，藏族）、晓红（女，珞巴族）、萨珍（女，藏族）、崔雷平、维色（藏族）、普布（藏族）、新杂·单增曲扎（藏族）、嘎玛仁青（藏族）

### 陕西省
- 68名

于文（女）、千军昌、马克宁（女）、王卉（女）、王兆国、王宏、王侠（女）、王茜（女）、王勇超、王道富、王澜明、户思社、史贵禄、白阿莹、冯月菊（女）、冯钧平（回族）、冯新柱、朱志刚、华炜、刘会莲（女）、刘建申、刘建明、刘贵生、安东、孙玉玺、李大开、李金柱、李朋德、李黑记、杨丰岐、杨永茂、杨绍清、杨冠军（回族）、何晓红（女）、张光强、张锦秋（女）、陈分新、陈宝根、陈强、周卫健（女）、郑亚、郑粉莉（女）、屈雅君（女）、孟祥凯、赵正永、赵乐际、赵乐秦、赵季平、赵超、赵喜林（女）、郝跃、胡太平、相里斌、祝作利、袁纯清、贾桂武、贾福清、徐明正、黄河、黄藤、曹莉莉（女）、崔林涛、梁平、蒋庄德、谢东钢、谢经荣、谭永华、熊群力

### 甘肃省
- 48名

于洪志（女）、马少敏（女，回族）、马光明（回族）、马含岚（女，东乡族）、马晓琴（女，保安族）、王义、王庆粉（女）、王玺玉、左宗国、冯健身、冯海荣（女）、毕红珍（女，回族）、乔汉荣、刘大江、刘伟平、刘基、江亦曼（女）、安国锋（裕固族）、许文海、许海、牟本理、苏广林（回族）、苏岁佩（女）、李宁平、李建华、 杨志强、吴云天、张津梁、张绪胜、张景辉、陆浩、陈建华、陈耕、武卫东、周多明、周绪红、胡浩、侯长安、洛桑灵智多杰（藏族）、贾迎春（女）、徐守盛、郭玉芬（女）、梁明远（藏族）、喻宝才、程有清、温家宝、虞海燕、嘉木样·洛桑久美·图丹却吉尼玛（藏族）

### 青海省
- 21名

马福海（回族）、王玉虎（藏族）、王成、毛小兵、朱明瑞、乔正孝（土族）、任茂东、华福周（女）、刘自强 、严金海（藏族）、李承宝、宋秀岩（女）、张守成（蒙古族）、拜秀花（女，回族）、骆玉林、诺尔德（藏族）、娘毛先（女，藏族）、蒋树声、韩永东（撒拉族）、程苏（女）、强卫

### 宁夏回族自治区
- 19名

马启智（回族）、马昌裔（回族）、马瑞文（回族）、王正伟（回族）、王庆喜、王和山、王儒贵（回族）、白尚成（回族）、吕新萍（女）、吴玉才（回族）、吴海鹰（女，回族）、汪恕诚、张作理、陈希明（女）、陈昌智、陈建国、袁进琳、徐力群、曹建国

### 新疆维吾尔自治区
- 60名

马宁·再尼勒（哈萨克族）、马登峰（回族）、王乐泉、巨艾提·伊明（维吾尔族）、牛汝极、毛肯·赛衣提哈木扎（哈萨克族）、艾力更·依明巴海（维吾尔族）、艾尼瓦尔·伊明（维吾尔族）、艾克拜尔·吾甫尔（维吾尔族）、 田文（女）、史少林、史建勇（蒙古族）、司马义·铁力瓦尔地（维吾尔族）、吉尔拉·衣沙木丁（维吾尔族）、地力毛拉提·依布拉音（塔吉克族）、达列力汗·马米汗（哈萨克族）、肉孜·司马义（维吾尔族）、任积东、刘志、闫汾新、孙昌华、玛丽亚·马提（女，柯尔克孜族）、玛依努尔·尼亚孜（女，维吾尔族）、李志敏（女）、李新明、杨刚、杨琴（女，回族）、杨慧珠（女）、沈岩、宋德玺、张汉东、张新、阿不都拉·阿巴斯（塔塔尔族）、阿不都热合曼·亚生（维吾尔族）、阿不都热依木·阿米提（维吾尔族）、阿布地力艾则孜·买提那斯尔（维吾尔族）、阿迪力·吾休尔（维吾尔族）、阿曼把依·达吾提（哈萨克族）、阿斯哈尔·吐尔逊（维吾尔族）、努尔·白克力（维吾尔族）、努尔拉·阿尤甫（维吾尔族）、努斯来提·瓦吉丁（维吾尔族）、拉依萨·阿列克桑德洛娜（女，俄罗斯族）、迪丽娜尔·阿不都拉（女，维吾尔族）、周声涛、居马·塔依尔（维吾尔族）、赵峡、哈丽妲·努尔买买提（女，乌孜别克族）、侯小勤、祖丽菲娅·阿不都卡德尔（女，维吾尔族）、袁泽、热娜·卡斯木（女，维吾尔族）、聂卫国、栗智、夏热娃娜·阿布都克依木（女，维吾尔族）、曹培玺、雪克来提·扎克尔 （维吾尔族）、斯汗·吐鲁达恒（女，哈萨克族）、程振山、富春丽（女，锡伯族）

### 香港特别行政区
- 36名

马逢国、马豪辉、王如登、王英伟、王敏刚、卢瑞安、叶国谦、田北辰、史美伦（女）、刘佩琼（女）、刘柔芬 （女）、刘健仪（女）、李宗德、杨耀忠、吴亮星、吴清辉、何钟泰、陈智思、范徐丽泰（女）、林顺潮、罗范椒芬（女）、罗叔清、郑耀棠、费斐（女）、袁武、高宝龄（女）、黄玉山、黄国健、曹宏威、梁秉中、温嘉旋、雷添良、蔡素玉（女）、廖长江、谭惠珠（女）、霍震寰

### 澳门特别行政区
- 12名

刘艺良、刘焯华、李沛霖、陆波、招银英（女）、林笑云（女）、姚鸿明、贺一诚、高开贤、崔世平、梁玉华（女）、梁维特

### 台湾省
- 13名

孔令智、朱台青、吴琼开、何大欣、张雄、陈云英（女）、陈军（女，高山族）、陈清海、陈蔚文、陈耀中、胡有清、梁国扬、魏丽惠（女）

### 中国人民解放军
- 268名

丁来杭、丁明德、丁晓兵、丁继业、习海玲（女）、马伟明、马建国、马湘生、马瑞奇、王久荣、王升山、王文荣、王世平、王平、王西欣、王建民（兰州军区）、王建民（成都军区）、王建俊、王洪尧、王冠中、王贺文、王勇（满族）、王莉（女）、王晓龙、王晓东、王晓东（满族）、 王继堂、王梦云、王清葆、王维山、王维俊（女）、王森泰、王辉、王谦、王登平、王福山、尤海涛、巨孝成、牛红光、邓伟（女，满族）、田伟（土家族）、冉崇伟、白永会、白自兴、丛日刚、冯政杰、芇福成、吕峻（纳西族）、吕继宏、朱文玉、朱文泉、朱启、朱法臣、朱洪达、朱清益、朱锦林、朱曙光、向南林、邬华扬、刘巨魁、刘冬冬、刘永治、刘亚红、刘伟伟、刘纪林、刘际琛、刘忠兴、刘欣、刘学云、刘胜、刘勇、刘振起、刘晓琨、刘晓翠（女）、刘联华、刘鼎兴、刘斌、刘雷、刘镇武、齐三平、关凯、江建曾、江勇西绕（藏族）、汤子跃、许其亮、阮志柏、孙大发、孙正禄、孙忠同、芮清凯、苏书岩、杜建林、李小鹰（女）、李少军、李长顺、李丹阳（女）、李丹妮（女）、李玉、李本琪、李兰田、李光金、李庆安、李作成、李贤福（苗族）、李国辉、李昌、李征（满族）、李金山、李学文、李学忠、李学智、李建华、李钟敏（回族）、李俊（女）、李继耐、李乾元、李殿仁、杨吉贵、杨志琦、杨国海、杨剑、杨蓉娅（女）、杨德清、吴双战、吴齐、吴胜利、何新瑛（女）、余培军、辛荣国、汪玉、汪超群、汪瑞（女）、宋其文、宋善玉、迟万春、张文台、张仕波、张训才、张华臣、张孝忠、张苇、张岳永、张育林、张学锋、张宝书、张诗明、张建启、张豇菲、张烈英、张烨、张骏、张瑞、张德顺、陈二曦、陈小工、陈光明、陈希滔、陈林、陈国韬、陈树伟、陈炳德、陈章元、苗华、苑世军、范长秘、林广泛、林永青、岳惠来、金矛、周小周、周良柱、周斌、周瑞华、周璧华（女）、郑申侠、郑传福、郑喜灿（女）、官却才旦（藏族）、房峰辉、赵可铭、赵刚、赵启宝（满族）、赵晓明、赵辉、赵锡君、胡秀堂、胡宜树、胡彦林、姜吉初、姜福堂、秦卫江、秦雨（土家族）、桂恒山、贾正平、贾永生、贾延明、贾晓炜、夏世富、夏国富、顾守成、顾炳悦（满族）、柴绍良、钱南忠、徐才厚、徐小岩、徐树雄、徐洪猛、徐根初、徐德学、徐蕾（女）、高凤楼、高守维、郭书红、郭伯雄、唐万林（蒙古族）、唐天标、唐太平、唐国庆、谈文虎、黄晓娟（女）、黄献中、黄嘉祥、曹东沈、曹国庆、曹清、戚建国、常万全、崔玉玲（女）、崔景龙、符廷贵、阎红志、阎保健、梁光烈、梁晓婧（女）、寇铁、隋明太、彭小枫、葛振峰、董德元、蒋崇安、韩延林、粟永萍（女）、粟戎生（侗族）、喻林祥、嵇绍莹、程晓健（女）、焦红辉、舒玉泰、曾占平、曾庆祝、曾满军、谢建华、楚鸿彦、裘山山（女）、雷鸣球、简仕龙、鲍俊涛、靖志远、裴怀亮、廖炳生、廖锡龙、赛里木江·赛都拉（维吾尔族）、谭晶（女）、樊代明、颜纪雄、穆振河、魏东普、魏钢

## 代表变动情况
- 第十一届全国人民代表大会常务委员会代表资格审查委员会共审查和报告了99名全国人大代表资格的变动情况。其中：选举、补选代表40名，辞职代表20名，罢免代表18名，去世代表21名。第十一届末实有全国人大代表2968名[1]。

### 补选代表
- 黑龙江省：吉炳轩[2]
- 山东省：姜异康[2]
- 河北省：胡春华[3]
- 内蒙古自治区：巴特尔[3]
- 山西省：王君[4]
- 辽宁省：王文权[4]、王阳[4]、孙国相[4]、赵连生[4]、高军[4]、陈海波[5]、李峰[6]
- 浙江省：高强[4]、夏宝龙[7]
- 广西壮族自治区：章远新[4]
- 新疆维吾尔自治区：苏胜新[4]
- 吉林省：孙政才[8]、王儒林[8]、聂文权[9]
- 福建省：孙春兰[8]、苏树林[9]
- 西藏自治区：白玛赤林[8]
- 青海省：骆惠宁[8]
- 天津市：肖怀远[10]
- 江苏省：李学勇[10]
- 湖北省：王国生[10]
- 重庆市：马忠源[10]、王立军[10]、陈存根[6]
- 四川省：李崇禧[10]
- 宁夏回族自治区：张毅[11]
- 贵州省：赵克志[12]
- 广东省：许勤[12]、朱小丹[13]
- 河南省：张庆伟[7]
- 江西省：鹿心社[7]
- 海南省：蒋定之[7]
- 安徽省：李斌[13]、臧世凯[13]
- 云南省：廖晓军[6]

### 代表辞职
- 广东省：朱思宜[14]、李启红[15]、钟明照[16]、陈弘平[17]
- 四川省：谢冰[14]
- 陕西省：朱志刚[3]
- 湖南省：吴艺珍[18]
- 辽宁省：刘志强、刘强、陈铁新、陈淑珍、赵化明[4]
- 河南省：崔明杰[19]、董永安[20]、周以忠[21]、吕清海[22]
- 贵州省：陈实[8]
- 河北省：黄建华[10]
- 吉林省：王兆华[23]
- 重庆市：王立军[24]

### 罢免代表
- 重庆市：蒋勇[2]、李晓枫[25]、沈长富[10]、薄熙来[26]
- 新疆维吾尔自治区：宋德玺[27]
- 福建省：陈少勇[3]
- 吉林省：米凤君[4]
- 广东省：许宗衡[19]、刘友君[19]、张克强[10]
- 河北省：冀纯堂[28]
- 山西省：夏振贵[28]
- 河南省：朱广平[29]、孙陶生[29]
- 北京市：罗金保[10]
- 云南省：杨红卫[30]
- 内蒙古自治区：林奋强[31]
- 广西壮族自治区：邵力平[31]

### 代表去世
- 山东省：李天军[32]、王修智[33]、蒋民华[9]
- 广西壮族自治区：罗建平[34]
- 辽宁省：高良宾[35]、姜作勇[36]、韩召善[37]
- 西藏自治区：崔雷平[38]
- 吉林省：赵秉哲[39]
- 福建省：张国胜（坠楼死亡）[29]、陈晓萍[9]
- 江苏省：孟宪忠[40]
- 湖北省：杨永良[40]
- 中国人民解放军：阮志柏[40]、林永青[41]、朱法臣[41]
- 安徽省：赵鹏[42]
- 甘肃省：牟本理[42]
- 河北省：赵宝勤[43]
- 广东省：蔡妈辉[43]
- 四川省：陈佳贵[43]